# Rolf Siewing
Rolf Siewing (* 9. Oktober 1925 in Lemgo, Deutsches Reich; † 11. August 1985 in Erlangen, Bundesrepublik Deutschland) war ein deutscher Zoologe und Hochschullehrer, der insbesondere auf den Gebieten der Embryologie, Morphologie sowie der Entwicklungs- und Stammesgeschichte der Tiere forschte. Ein besonderes Interesse galt den Krebstieren.

## Leben
Siewing besuchte von 1936 bis zu seiner Einberufung in die Wehrmacht im Jahr 1940 das Gymnasium in Lemgo. Während seines Kriegseinsatzes geriet er in Gefangenschaft, aus der er 1945 entlassen wurde. 1946 holte er sein Abitur am Gymnasium in Detmold nach. Danach studierte er bis 1951 Biologie an der Julius-Maximilians-Universität Würzburg. Im selben Jahr wurde er mit der Dissertation Morphologische Untersuchungen an Tanaidaceen und Lophogastriden an der Philosophischen Fakultät der Christian-Albrechts-Universität zu Kiel zum Doktor promoviert. Anschließend wurde er wissenschaftlicher Assistent für Zoologie am Zoologischen Institut und Museum der Christian-Albrechts-Universität zu Kiel. 1955 habilitierte er sich an derselben Universität mit der Schrift Untersuchungen zur Morphologie der Malacostraca (Crustacea), wo er bis 1958 als Privatdozent lehrte, bis 1962 außerplanmäßiger Professor war und bis 1967 als ordentlicher Professor unterrichtete. Von 1967 bis zu seinem Tod im Jahr 1985 war er ordentlicher Professor für Zoologie an der Friedrich-Alexander-Universität Erlangen-Nürnberg am Standort in Erlangen. Im selben Zeitraum war er Direktor des I. Zoologischen Instituts in Erlangen.
Siewing war Mitglied der Deutschen Zoologischen Gesellschaft.
Zu Siewings Schriften zählen Lehrbuch der vergleichenden Entwicklungsgeschichte der Tiere (1969), Methoden der Phylogenetik: Symposion vom 12. bis 13. Februar 1970 im I. Zoologischen Institut der Universität Erlangen-Nürnberg (1971), Evolution. Bedingungen, Resultate, Konsequenzen (1978, 2. Auflage 1982, 3. Auflage 1987) sowie das Lehrbuch der Zoologie (begründet von Hermann Wurmbach): „Allgemeine Zoologie“ (1. Band, 1980) und „Systematik“ (2. Band, 1985).

## Dedikationsnamen
Nach Siewing ist die Ostrakodenart Polycopissa siewingi (Hartmann, 1958) benannt.

## Erstbeschreibungen von Rolf Siewing
Rolf Siewing ist Erstbeschreiber der Arten Angeliera xarifae (1959), Ingolfiella ruffoi (1958), Marigidiella brasiliensis (1953), Neopetitia amphophthalma (1956), Pisione koepkei (1955), Pisione puzae (1953) sowie Robustura delamarei (mit Adolf Remane, 1953).